# WASP-33
WASP-33, HD 15082 — двойная звезда в созвездии Андромеды на расстоянии приблизительно 399 световых лет (около 122 парсек) от Солнца. Видимая звёздная величина звезды — +8,14m.
Вокруг звезды обращается, как минимум, одна планета.
Звезда впервые упоминается в каталоге Генри Дрейпера, имеет распространённое дополнительное наименование HD 15082. Это достаточно яркая звезда, однако она не видна невооружённым глазом. На небе её можно найти в западной части созвездия Андромеды, практически на границе с созвездием Треугольника.

## Характеристики
Первый компонент — белая звезда спектрального класса kA5hA8mF4, или A5. Масса — около 1,6 солнечной, радиус — около 1,554 солнечного, светимость — около 6,558 солнечной. Эффективная температура — около 7323 K.
Второй компонент (Gaia DR2 328636024020571008). Эффективная температура — около 5075 K.

## Планетная система
В 2010 году группой астрономов, работающих в рамках программы SuperWASP, было объявлено об открытии планеты WASP-33 b. Это газовый гигант, обращающийся очень близко вокруг родительской звезды, на расстоянии 0,02 а.е. Полный оборот она совершает всего за 1,22 суток. По массе и размерам она немного превосходит Юпитер. В 2011 году была измерена предельно точная температура планеты — она равняется 3200 °C. До июня 2017 года она считалась самой горячей экзопланетой, известной науке. С помощью Большого Канарского телескопа международной группе астрономов во главе с Каролиной фон Эссен (Carolina von Essen) удалось определить, что в составе атмосферы планеты присутствует оксид алюминия.
В 2019 году учёными, анализирующими данные проектов HIPPARCOS и Gaia, у звезды обнаружена планета HIP 11397 d.